# Linea Kintetsu Tawaramoto
La linea Kintetsu Tawaramoto (近鉄天理線?, Kintetsu Tawaramoto sen) è una linea ferroviaria regionale gestita dalle Ferrovie Kintetsu situata nella prefettura di Nara, in Giappone, che collega la cittadine di Tawaramoto e Ōji. La linea è interamente a binario singolo ed è elettrificata a corrente continua, ha un interesse di tipo locale ed è scollegata dal resto della rete. Tuttavia i capolinea permettono l'interscambio con altre linee Kintetsu.

## Stazioni
| Stazione         | Giapponese | Distanza | Collegamenti                                                                             | Posizione            | Posizione |
| ---------------- | ---------- | -------- | ---------------------------------------------------------------------------------------- | -------------------- | --------- |
| Nishi-Tawaramoto | 西田原本   | 0.0      | Kintetsu: Linea Kintetsu Kashihara (Tawaramoto)                                          | Tawaramoto, Shiki    | Nara      |
| Kuroda           | 黒田       | 2.0      |                                                                                          | Tawaramoto, Shiki    | Nara      |
| Tajima           | 但馬       | 3.0      |                                                                                          | Miyake, Shiki        | Nara      |
| Hashio           | 箸尾       | 4.5      |                                                                                          | Kōryō, Kitakatsuragi | Nara      |
| Ikebe            | 池部       | 6.1      |                                                                                          | Kawai, Kitakatsuragi | Nara      |
| Samitagawa       | 佐味田川   | 7.1      |                                                                                          | Kawai, Kitakatsuragi | Nara      |
| Ōwada            | 大輪田     | 8.2      |                                                                                          | Kawai, Kitakatsuragi | Nara      |
| Shin-Ōji         | 新王寺     | 10.1     | Linea Kintetsu Ikoma (Ōji) Linea principale Kansai (Linea Yamatoji) Linea Wakayama (Ōji) | Ōji, Kitakatsuragi   | Nara      |